# Wild Honey (singolo The Beach Boys)
Wild Honey è un singolo del gruppo musicale statunitense The Beach Boys, pubblicato nel 1967 ed estratto dall'album Wild Honey.
Il brano è stato scritto da Brian Wilson e Mike Love. Il 45 giri (lato B Wind Chimes) raggiunse la posizione numero 31 negli Stati Uniti e la numero 29 in Gran Bretagna.

## Il brano

### Composizione
Nel 1992 Mike Love spiegò la genesi della canzone:

### Registrazione
L'incisione del brano cominciò il 26 settembre 1967 nello studio di registrazione casalingo di Brian Wilson a Bel Air, California, con Jim Lockert come ingegnere del suono. La canzone fu quasi del tutto completata in un solo giorno. La band inizialmente registrò organo e basso elettrico per gentile concessione di Bruce Johnston, percussioni, tamburello e pianoforte e la voce di Carl Wilson furono sovraincise sulla traccia base. Quindi il gruppo incise altri inserti strumentali quali bonghi, percussioni e batteria, e il basso di Dennis Wilson che fu presumibilmente registrato in un corridoio. La sessione si concluse con la band che fece delle armonie vocali aggiuntive e Bruce Johnston che suonò un assolo all'organo. Il giorno successivo, si tornò brevemente a lavorare sul pezzo con Paul Tanner che sovraincise parti di theremin.

## Pubblicazione
La canzone venne pubblicata su singolo il 23 ottobre 1967, per poi essere inclusa come title track nell'omonimo album dei Beach Boys nel dicembre seguente.

## Formazione
The Beach Boys
- Bruce Johnston – organo, basso
- Carl Wilson – voce solista
- Dennis Wilson – basso

Musicisti aggiuntivi
- Paul Tanner – Theremin
- sconosciuto – bonghi, percussioni, batteria, cori